# Remetalkes II
Remetalkes II lub Roimetalkes II (gr.: Ροιμητάλκης, Roimētálkēs) (zm. 38 n.e.) – król Tracji od 19 do swej śmierci. Syn Reskuporisa III, króla Tracji.
Remetalkes II należał do  dynastii sapejskiej. W 19 r. jego ojciec król Reskuporis III został pojmany i wysłany do Rzymu za zabójstwo swego bratanka i króla Kotysa VIII. Podczas procesu udowodniono mu winę zbrodni. Otrzymał karę wygnania do Aleksandrii w Egipcie. W czasie drogi na wygnanie bezskutecznie próbował uciec. Zginął zamordowany przez rzymskich żołnierzy.
Tyberiusz, cesarz rzymski, postanowił zwrócić Trację dzieciom Antonii Tryfeny oraz Remetalkesowi II, synowi Reskuporisa III. Podzielił królestwo na dwie części. Północną dano Remetalkesowi II, który sprzeciwiał się planom ojca, a południową dzieciom Kotysa VIII wraz z ich tymczasowym opiekunem Trebellenusem Rufusem, byłym rzymskim pretorem. Zaaranżował także ślub Pytodoris II, córki Kotysa VIII z Remetalkesem II. Małżeństwo między nimi miało naprawić przeszłe zaszłości między ich rodzicami.
W 21 r. doszło do wybuchu powstania trackich plemion Celatetów, Odrysów i Dienów (Bessów), co postawiło Remetakesa II w trudnym położeniu. Został otoczony w mieście Filippopolis. Oddział rzymski dowodzony przez Publiusza Welleusza uratował go z opresji. Pięć lat później, w 26 r., doszło ponownie do buntu. Powodem był nadmierny pobór do armii rzymskiej. Pokój przywrócono dużym nakładem sił. Kampanią kierował Poppeusz Sabin, legat Mezji.
W 38 r. po śmierci Remetalkesa II władzę nad jego częścią Tracji objął brat żony Remetalkes III, który w ten sposób stał się jedynym królem. Późniejszy los żony Pytodoris II jest nieznany i wydaje się, że ich małżeństwo było bezdzietne.